# 浅野史郎
浅野 史郎（あさの しろう、1948年〈昭和23年〉2月8日 - ）は、日本の政治評論家、コメンテーター。元神奈川大学特別招聘教授。元慶應義塾大学総合政策学部教授。元宮城県知事（公選第15・16・17代）、元厚生官僚。

## 人物
岩手県大船渡市生まれ、宮城県仙台市育ち。神奈川県横浜市在住。仙台第二高等学校3学年に在学中には、「受験生への密着リポート」として、数ヵ月にわたって地元テレビ局の取材を受けた。
東京大学法学部卒業後にはキャリア官僚として厚生省（当時）に入省、同省において障害福祉課長を務めた。1993年、ゼネコン汚職事件に係わって当時の宮城県知事・本間俊太郎が辞職、その後の知事選挙に新生党・日本新党・さきがけ・社民連の推薦を受け立候補し初当選、戦後生まれ3人目の知事に就任した。その後、1997年、2001年にそれぞれ再選、3期に渡って知事を務めた。在職中には構造改革を標榜する「改革派知事」、表立っては特定政党の推薦を受けない「無党派知事」として知名度を高めた。
浅野は知事退任後の2005年に東北大学客員教授、2006年4月には慶應義塾大学教授に就任した。厚生省時代の経験から福祉および介護の分野に詳しく、福祉施設関係者の交流・勉強会である「アメニティフォーラム」には発起人として参加、同フォーラムの代表を務めた。また、テレビ番組やラジオ番組にもコメンテーターなどとして多く出演した。
2007年、東京都知事選挙に立候補するも、現職知事・石原慎太郎に大差をつけられ落選した。
私生活ではジョギング愛好家であり、フルマラソンの完走歴もある。自ら「ジョギング日記」と銘打ったブログを公開していたほか、宮城県出身のタレント・生島ヒロシが司会を務めるラジオ番組『生島ヒロシのおはよう一直線』（TBSラジオ）の生放送スタジオに、ジョギングの格好のまま飛び入り出演したこともあった。
2005年、献血をした際の血液検査で、特殊な白血病である成人T細胞白血病（ATL）を引き起こすウイルス（HTLV-1）に自身が感染していることを知る。同じく血液疾患に罹患していた浅野の母親もATL感染者であり、感染経路は母子感染が考えられた。
東北大学医学部付属病院を受診したところ、「くすぶり型」ATLであると診断され、通院による経過観察を受けていたが、2009年5月には、病態が「急性期」に進行する。治療のため、自身の病気を公表、同年6月に東京大学医科学研究所に入院し、多剤併用の化学療法を受けた。通常の治療では治癒が望めなかったことから骨髄移植を受けることとなり、骨髄バンクを通してドナーを得た。同年10月、国立がんセンターに転院し、担当医・田野崎隆二 のもと、「ミニ移植」と呼ばれる骨髄移植を受けた。体調が安定したため2010年2月3日に同院を退院、以後は自宅で療養する。
2006年には慶應義塾大学、2013年には神奈川大学特別招聘教授に就任、教育に意欲を見せている。

## 経歴
- 1966年（昭和41年） - 宮城県仙台第二高等学校卒業
- 1970年（昭和45年） - 東京大学法学部卒業後、厚生省（当時）入省
- 1972年（昭和47年）7月 - 同省の在外研究員としてアメリカ・イリノイ大学に留学[4]
- 1974年（昭和49年）7月 - 環境庁自然保護局企画調整課[4]
- 1976年（昭和51年）10月 - 厚生省社会局老人福祉課課長補佐[4]
- 1978年（昭和53年） - 外務省在アメリカ合衆国日本大使館一等書記官
- 1981年（昭和56年） - 厚生省年金局年金課課長補佐
- 1983年（昭和58年）12月 - 厚生省年金局企画課課長補佐[4]
- 1985年（昭和60年） - 北海道庁福祉課課長
- 1987年（昭和62年） - 厚生省児童家庭局障害福祉課課長
- 1989年（平成元年）6月　厚生省社会局生活課長
- 1991年（平成3年）6月　厚生年金基金連合会 年金運用部長[4]
- 1993年（平成5年）11月 - 厚生省生活衛生局企画課課長を最終役職に、同省退官。宮城県知事選に当選し、同職に就任
  - 新生党・日本新党・さきがけ・社民連の推薦を受け立候補し、自民党・社会党・民社党が推薦した前副知事、及び共産党推薦候補ら3候補を破って初当選した
- 1997年（平成9年） - 宮城県知事再選
  - “脱政党”（既成政党の推薦や支持を受けない）として再選を目指し、自民党・新進党・公明の3党が推薦し、県内の市町村長の多くも支持した市川一朗、及び共産党推薦候補に大差をつけて当選した
- 2001年（平成13年） - 宮城県知事3選
  - 再び“脱政党”を主張、共産党推薦候補ら2人に大差をつけて当選した。この選挙では自民党は候補者を擁立せず不戦敗であった[5] が、多くの同党支持者の投票棄権などもあって、投票率は過去最低の35.58%に留まった
- 2005年（平成17年）
  - 社会福祉法人宮城県社会福祉協議会会長に就任
  - 11月20日 - 4選不出馬を表明した上で任期満了に伴い、宮城県知事退任。
  - 12月1日 - 東北大学大学院法学研究科附属法政実務教育研究センター客員教授（2007年3月まで[4]）
- 2006年（平成18年）4月1日 - 慶應義塾大学総合政策学部総合政策学科教授就任
- 2007年（平成19年）
  - 3月5日 - 社会福祉法人宮城県社会福祉協議会会長を辞職
  - 4月8日 - 2007年東京都知事選挙に立候補するも落選（次点）
- 2009年（平成21年）6月4日　成人T細胞白血病のため療養を開始
- 2013年（平成25年） - 神奈川大学特別招聘教授として地方自治論の教壇に立つ。
- 2018年（平成30年）11月 - 旭日重光章を受章[6]。
- 2021年（令和3年）3月 - 神奈川大学特別招聘教授を退官[7]

## 宮城県知事
2期目と3期目の知事選では、“脱政党”とはしていたものの、実際には「勝手連」と称した民主党と社民党による支援を受けていた。また、自民党も県議会ではもっぱら浅野に協調し、共産党のみがオール与党批判をすることとなっていた。県知事就任後、専門分野の福祉政策の振興で宮城県の構造改革を目指したが理想論が先行、目だった効果は上げられなかった。
自身がマスコミ等の面前で積極的に活動し、同県を宣伝。同県産のコメをPRするテレビCMでは菅原文太と共演し、話題になった。
また、自らが好んで使用する言葉であった「夢」を、県の政策・施設・イベントなどにも多用し、博覧会には「国際ゆめ交流博覧会」（1997年）、開発地には「みなと仙台ゆめタウン」、コンベンションセンターには「夢メッセみやぎ」、親善大使には「みやぎ夢大使」などいう命名がなされた。

### 障害者政策

#### 知的障害者施設の解体宣言
浅野は官僚時代より、知的障害者を施設ではなく地域で受け入れていくという「施設解体」に取り組んでおり、宮城県知事としても施設収容中心の福祉行政からの方向転換を目指した。1996年（平成8年）には、官僚時代からの知己であり、長崎県で福祉施設理事長をしていた田島良昭を県福祉事業団の副理事長として招請、政策を推進した。
2004年（平成16年）には「みやぎ知的障害者施設解体宣言」を発表、県内にある知的障害者入所施設の解体と、知的障害者が地域の中で生活できるための条件を整備すること（ノーマライゼーション）を方針とした。宣言では、「適切な支援措置さえあれば、重度の障害を持った人たちであっても地域での生活を送ることができること、そして、それが知的障害者の生活を豊かなものにする」と説明していた。また、この政策と同じ趣旨の障害者自立支援法には、「多少の不備を理由に反対するようなことがあってはならない」と賛意を表明した。
一方で、入所施設を解体した後の障害者の支援事業に対しては何ら具体策がなく、「体の良い施設閉鎖の詭弁だ」との批判が共産党系議員を中心になされた。
「施設解体」の実行策としては、心身障害者総合援護施設「宮城県船形コロニー」を2010年（平成22年）までに解体し、入所者全員を地域生活に移行させるなどとしたが、後任の村井嘉浩知事によって修正され、実現には到らなかった。

#### その他
2001年（平成13年）、第56回国民体育大会「新世紀・みやぎ国体」と共に、第1回全国障害者スポーツ大会「翔く・新世紀みやぎ大会」を宮城県で開催した。両大会開催月には、街角バリアフリー音楽祭の「とっておきの音楽祭」が初開催され、1280万円の補助金を出している。この音楽祭には思い入れがあるらしく、知事退官後の2006年（平成18年）にエグゼクティブプロデューサーとして同音楽祭の模様を収めた映画を制作した。現在は、スペシャルオリンピックス日本理事となり、一方で同映画の全国上映を推める会の会長として活動している。

### 情報公開
在職中の実績として特に評価されているのが情報公開で、全国市民オンブズマン連絡会議が作成した「全国情報公開度ランキング」において、宮城県は2004年度（平成16年度）は47都道府県中岩手県と同ポイントの全国1位タイ、2005年度（平成17年度）は鳥取県に次ぐ2位の高評価を受けた。

### 入札改革
公共事業費の削減のため、業者の選定にあたっての一般競争入札の実施を大幅に導入するという入札改革を行った。
全国市民オンブズマン連絡会議の報告によると、2005年度（平成17年度）の宮城県が発注する公共事業の平均落札率（入札予定価格に対する落札額の比率）は74.9%で、長野県(74.8%)に次いで全国2位の低率となっている。また、同調査での談合疑惑度を示す落札率分布（2005年度）では、「落札率95%以上」が僅か0.9%で全国一位となっており、同県における「談合」の激減を示している。
談合が行われなくなった一方、大手ゼネコンによる異常な低価格での受注が相次ぐようになり、地元建設業界では倒産や大手ゼネコンに子会社化されるなどの事例が多発した。
後任の村井知事時代には建設業界の利益を重視する入札制度の変更が行われ、2006年（平成18年）4〜11月の落札率は78.9%と、前年度比で3.6ポイント上昇するなど、状況は以前の状態に戻りつつある。

### 財政運営
県職員給与等、人件費の削減を行った。道路や施設等を整備する投資的経費についても、公共事業に上限枠を設けるなどして、後年度の県債増加の抑制を図った。
しかし、長引く景気の低迷を反映して県税収入などの一般財源が減少し、小泉内閣の三位一体の改革による地方交付税1兆円削減の影響を受け、県債の活用および基金の取崩しにより収支の均衡を図るなど、在任期間は一貫して厳しい財政運営を強いられた。財政調整基金等の現在高は減少に転じ、国の経済対策への呼応や地方交付税の振り替わりである臨時財政対策債の増発を行った。実際のところ、1993年度末に7105億円あった県債残高は2005年度末には1兆3653億円へと激増している。
小泉政権による地方税制改革については、『交付税の縮減だけをやって、肝心の税源移譲は何も話されていない』『単に財政上のつじつまが合わせから、つまり「金がないから」ということが前面に出るような「見直し」なら願い下げである』と、地方の首長として、ある種の悲鳴に近い批判をしていた。
浅野知事時代に負債が増加した理由としては他に、宮城県立こども病院問題があった。同病院の建設案は、前知事時代に財政難から断念され、「既存の施設を利用して県内各地に小児科医を配置する」とされていたものだったが、浅野によって建設が再決定された。同院は2003年（平成15年）に開院したが、現在も巨額の赤字を生み出している。また、その建設に反対して左遷された元出納長が自殺するという事件も発生した。
地元企業からの法人税が激減したため、県の歳入回復の見通しは全く目処が立たず、宮城県の歳入は地方交付税と地方債頼みとなった。この影響により次の村井知事はかつて石原都知事が大手銀行に行った「外形標準課税」を手本に、宮城県に支店もしくは支社、営業所を構える他都道府県に本社機能がある企業を中心に「みやぎ発展税」を創設し、強引な手法と批判を浴びつつも何とか法人税を確保しようとしている。
浅野はその知事職の末期、「ベンチャー企業の育成」「中国経済圏への商圏開拓」などを政策として掲げたが、いずれも不発に終わった。浅野退任後の2007年（平成19年）、宮城県は全国的な景気回復基調から取り残され、財政再建団体への転落に近い状況となった。翌2008年（平成20年）にも状況の好転はなく、負債額は1344億円にも達した。

### 捜査報償費の執行停止
浅野は2004年（平成16年）、宮城県警の捜査報償費を巡る疑惑に関して県警に会計文書の閲覧と捜査員の聴取を要求した。県警は一旦は文書閲覧を許したものの、浅野の対応を不満としてその後は認めなかったため、対立が続いた。2005年（平成17年）6月24日には、宮城県警の捜査報償費が適正に執行されていない疑いが強いと判断し、知事の権限で予算執行の停止を決定した。
警察の捜査報償費をめぐっては北海道警や福岡県警などで不正支出が明るみに出ており、これまでに浅野は「99%が裏金」と話した宮城県警元幹部と面会していたが、宮城県警は不正を否定していた。
2005年（平成17年）には仙台地裁が捜査報償費返還訴訟判決で「12年度の捜査報償費の相当部分は実体がなかったと推認する余地がある」と不正支出の疑いを指摘している。
一方で、この一件を告発した仙台市民オンブズマンは以前から中核派を始めとした極左系過激派との関連が指摘されており、当然ながらその関係上県警とも対立していたというのも事実であり、執行停止となるとこの団体の要求に従うということになるため、浅野の姿勢には大きな批判を浴びる結果となった。また、治安への影響を懸念したためか宮城県のメディアはこの問題を取り上げることはあまりなかった。
執行停止は、後任知事の村井嘉浩が2005年（平成17年）11月の就任後、ただちに解除した。

### 三本木町大規模保健施設事業の凍結
浅野は前任の本間俊太郎知事時代に策定された「保健医療福祉中核施設整備事業計画」を1994年（平成6年）に見直し、新たに「保健医療福祉中核施設整備構想」を策定した。しかし、県大規模事業評価委員会もおおむね妥当と結論付けたにもかかわらず、1999年（平成11年）に財政難などを理由に事業凍結を表明。2003年（平成15年）、事業中止を決めた。
大規模事業に待ったをかけた点を評価する声がある一方、建設予定だった三本木町（現大崎市）と事前協議をしないまま一方的に決めたことに対し、三本木町を含む大崎地方や県議会などを中心に批判の声が上がった。浅野は公式サイト上の日記で、「三本木町の不満ということもよくわかる。そういった中で、県として責任ある判断をしなければならないとして、悩んだ末の判断である」と記している。
建設予定地だった三本木用地は現在も新たな利活用法が決まらない状態となっている。

### 首都機能の誘致活動
1999年（平成11年）6月2日に行われた衆議院国会等の移転に関する特別委員会において、浅野は宮城県知事として出席し、「首都機能移転を早急に推進すべきである」との主張を行った。参考資料として「みやぎ新首都宣言」という冊子を挙げながら、日本を再生するためには首都機能移転が重要であるとしている。

### 県立高校の一律共学化
浅野は在任中、男女別学が多かった県立高校の、一律共学化を推し進めた。これについて浅野は、当初は慎重だったものの、宮城県教育委員会の提案を受け入れたと説明している。
この施策について、一律共学化に反対する「仙台二高の伝統を守る会」は、浅野の母校でもある同校の共学化予算7700万円の執行命令の停止を求めて提訴したが、2007年（平成19年）2月27日、裁判所は「県教委の決定は合理的である」とし、これを棄却した。
「共学化の見直し」を訴えて当選した後任の知事・村井嘉浩も、教育委員会の意向であるとして結局は一律共学化に賛成、宮城県立高校の一律共学化は実施された。

### 北朝鮮関連団体への支援
浅野は、北朝鮮による日本人拉致問題が問題となった2002年（平成14年）以降も金剛山歌劇団、東北朝鮮初中級学校への支援を継続した。なお後任の村井知事は就任後、これらの支援を早々に打ち切っている。

### 県職員給与の削減と退職金全額受領
上記の通り、県の財政難により県職員の給与を二度カットした。しかし、自らは任期3期で退職金5,000万円ずつ、計1億5,000万円を全額受領した。

### 宮城県立保育専門学院の廃止
「官から民へ」の動きの中で、仙台保健福祉専門学校があることを理由に保育士養成の専門学校である宮城県立保育専門学院の廃止を、議会の全会一致による反対を押し切って実現した。しかし仙台保健福祉専門学校卒業生で保育士資格を卒業までに取れた学生が1人もいなかったことから、「宮城県の教育水準を落とした」との批判も出ている。

### 浅野県政への批判
「宮城県の負債を増やした」との批判について、浅野は「反論はない。国の施策に協力したためであり、他の県も県債を増やしている。おれが悪いのか、とは言いたいが」との回答を行い、県債の増加は国の地方交付税削減に由来するとして自らの責任を否定している。だが、後任の村井知事は県債残高が倍増したことについて「すべての予算を編成・執行する権限は知事にあり、知事の責任が非常に大きい」と批判している。
左派からは「福祉切り捨て」、右派からは「ばらまき福祉」と両極端の批判をされる。実際の財政における福祉の規模に関しては、全都道府県の中で社会福祉費は43位、児童福祉費は41位と全国的に見て低い支出水準で就任前から退任後まで順位は変わらず一定で、大きな増減はなかった。
浅野が県福祉事業団の副理事長（のち理事長）として迎えた田島良昭は浅野の官僚時代からの知己であり、選挙参謀や県政全般において浅野に助言を行うなど、「コインの表裏」とも称される人物である。その一方で、「政務秘書」の肩書きによって県人事などへ関与するなど、田島の「側近政治」への批判もある。浅野は2003年（平成15年）に田島を副知事として起用しようとしたが県議会で2度否決され、断念している。
2009年（平成21年）3月14日、宮城県は2011年度（平成23年度）中の財政破綻が確実との試算を発表し、自治体財政健全化法に基づく財政再生団体への転落が避けられない見通しとなった。

### その他
知事在職中の1999年（平成11年）、NHKのテレビ番組『週刊こどもニュース』に出演した浅野は、同番組の子役出演者から「カラ出張」について質問されて「公金支出の不適切な処理」と返答したが、子供たちが理解できていない様子を見て、「（要は）嘘ついちゃったんだよ」と話して納得させた。同番組で司会を務めていた池上彰は自身の著書 で、放送後の年末に「今年一番印象に残ったことは?」と問われた浅野が、「週刊こどもニュースの質問」と答えたという後日談を明かし、同番組での同様の質問に対して「忙しいから答えられない」と返答した当時の青島幸男東京都知事と比較して、「子供の声に真剣に耳を傾けたのは立派だった」とした。

## 東京都知事選への立候補
浅野は2007年（平成19年）4月8日に予定された東京都知事選への民主党から出馬を要請され、当初は「そのような意思はない」として固辞していた。しかし、法政大学教授・五十嵐敬喜らによる支援団体、「浅野史郎さんのハートに火をつける会」（浅野の決意後は「都民のハートに火をつける会」に改称）の設立などの動きを受け、同年2月28日には、「真剣に考えていきたい」の意向を表明するに到った。同3月2日には、テレビ番組『みのもんたの朝ズバッ!』（TBSテレビ）で、「覚悟を決めなくちゃいけないだろうなという気はもうかなり強くしている」と発言、同6日に東京都庁舎で記者会見し、立候補することを表明した。同会見では、「石原都政の継承」とし、石原都政の内容については賛同しつつも、その手法について批判するという姿勢をとった（なお、他の道府県知事経験者の都知事選挙立候補の例としては1963年の阪本勝（兵庫）、2011年の東国原英夫（宮崎）、2012年の松沢成文（神奈川）、2014年の細川護熙（熊本）、2016年の増田寛也（岩手）の例があるが、いずれも落選した）。
浅野はかつて宮城県知事選で奏功した、政党の推薦を受けつけない「勝手連」方式での選挙戦を予定したが、最終的には独自候補の擁立を断念した民主党と社民党の支援、東京・生活者ネットワーク、市民の党、新社会党などの支持を受けることとなった。3月18日の台東区長選挙では、浅野が民主党推薦候補の応援に出向いたり（候補は落選）、菅直人や渡部恒三、福島瑞穂、山口文江などが浅野の応援を行うなどした。また、共産党にも出馬辞退と支援を求めたが、「政策が石原と変わらない」「宮城県政への反省がない」と批判され拒絶されている。
「勝手連」としては、「アサノと勝とう!女性勝手連」（呼びかけ人：石坂啓、上野千鶴子、中山千夏、三井マリ子、森まゆみ、若桑みどり）などが組織された。選挙戦の後半では、民主党などの支援を前面に出して戦ったものの、民主党の支持層を完全に固められなかったばかりか、無党派層への浸透も伸び悩んだ。投票の結果、得票は169万3323票と次点ではあったが、当選した石原慎太郎には100万票以上の差をつけられ、3位以下の得票と合わせても石原の得票を上回れないという結果に終わった。
落選後の5月12日、特定非営利活動法人キューオーエルが主催した講演会で都知事選を振り返った浅野は、「都民はマニフェストを読まないことが分かった」「都民にとって都政は関係ない」「格好良いか良くないかという個人の人気がほぼすべてとおもっている都民が多い」と、有権者を批判する敗因を述べた。落選直後には、休講としていた慶應義塾大学での講義を再開したが、再開初日の講義は盛況であり、学生らには拍手で迎えられた。

### マニフェスト
浅野は以下の内容を、東京都知事のマニフェストとして発表した。
- オリンピック招致を全面見直し
- 新銀行東京の解体を含めた見直し
- 幹部職員や都議会の交際費などを全面公開
- 福祉の充実、非正規社員から正規社員への促進、子育て支援に積極的な企業の支援制度を作る
- 日の丸・君が代の“強制”を改める

その他、築地市場の移転反対などを掲げた。また、「日の丸・君が代」については、テレビ番組『NEWS23』での候補者討論においては「日本人として国旗日の丸・国歌君が代に敬意を払うのは当然であり、強制ではない方法での徹底を図る」と発言していた。

### 石原慎太郎との関係
石原とは宮城県知事時代にも何度か論戦を交わすなど、様々な接点がある。
知事会批判へのコメント
全国知事会総会では、珍しく出席した石原が知事会への批判を行った。これに対して浅野は、「詳しくは言わないし、言いたくもない」「批判の的にされた梶原拓全国知事会長にとっては、『それはないでしょ』と言いたくなるような言動であったことだけは言っておきたい」と石原を批判した。
首都機能移転
1999年（平成11年）9月27日に衆参両院で開かれた国会等の移転に関する特別委員会には、浅野、石原が共に参考人として出席、意見陳述を行った。石原は、首都機能移転を「歴史への冒涜」と発言。これに対し浅野は、石原発言を「未来に対する冒涜」と批判した。この委員会では、同じく2007年（平成19年）の都知事選に立候補した建築家黒川紀章も参考人として意見陳述していた。
石原障害者発言へのコメント
石原が府中の療育センターで行った問題発言とされる件で、第145国会・特別委員会においてコメントを求められた浅野は、「私も、今を去ることもう三十年ぐらい前に厚生省というところに入ったときに、同じく重症心身障害児施設に行って見学をしてまいりました。同じような感想を私も感じて、それを口に出しました」「石原知事の御発言というのは非常に率直な、むしろこの問題を考える出発点としては十分に理解をできるというふうに思っております」とフォローした。
東京マラソン
草の根ランナーの悲願を汲み上げた形で石原が実現した東京マラソンについて、ジョギングの愛好家である浅野も参加を申し込んだ。しかし落選し、「テレビで都庁前から出発していく3万人のランナーの姿を見ていたら、やっぱりうらやましかった」との感想を記した。
クイズでは石原に勝利
『クイズ$ミリオネアSP』（2007年7月5日放送）に出演した浅野は、石原の記録（13問目で敗退）を破って1000万円獲得に王手をかけたが、最後の一問で敗退し、獲得は成らなかった（100万円獲得）。

## その後の活動
厚生省時代の上司であった山口剛彦が2008年（平成20年）11月18日に殺害された（元厚生事務次官宅連続襲撃事件）ことを受け、『みのもんたの朝ズバッ!』で「テロの可能性を考えると、ひどい。山口さんは一緒に仕事をした。大好きな人だった。」とコメントした。殺害の5日後、犯人の男性が逮捕されたが、いわゆるテロリズムによる犯行ではなかったことが明らかになった。
また、2009年（平成21年）、長く障害者行政に携わってきた村木厚子・厚生労働省雇用均等・児童家庭局長が逮捕されたことを受け、「無実の村木厚子さんの解放を求めます」との声明を発表した。後に村木は無罪判決となった。浅野は厚生省、村木は労働省に所属していたが、ともに障害福祉行政に関わり旧知の仲である。

## 出演番組
レギュラー出演
- OH! HAPPY MORNING（JFNC）月曜日 - 金曜日 7:30 - 10:55（木曜日コメンテーター、電話での出演。出演は9:12頃から）
- 情報ライブ ミヤネ屋（読売テレビ）月曜日 - 金曜日 13:55 - 15:50（木曜日コメンテーター）

不定期出演
- 生島ヒロシのおはよう定食（TBSラジオ）月曜日 - 金曜日 5:00 - 5:30
- 生島ヒロシのおはよう一直線（TBSラジオ）月曜日 - 金曜日 5:30 - 6:30
- 情報プレゼンター とくダネ!（フジテレビ）月曜日 - 金曜日 8:00 - 9:55
- ザ・ワイド（日本テレビ・読売テレビ）
- NEWS ZERO（日本テレビ）月曜日 - 金曜日 22:54 - 23:55（月 - 木）、23:30 - 24:25（金）
- ウェークアップ!ぷらす（読売テレビ）土曜日 8:00 - 9:25
- ブロードキャスター（TBSテレビ）
- 時事放談（TBSテレビ）日曜日 6:00 - 6:45
- 真相報道 バンキシャ!（日本テレビ）日曜日 18:00 - 18:54
- スタ☆メン（フジテレビ・関西テレビ）
- たかじんのそこまで言って委員会（読売テレビ）日曜日 13:30 - 15:00

かつて出演していた番組
- サンデーモーニング（TBS）1998年8月2日(新サンデーモーニング時代)と9月13日に知事として出演[40]
- NNNきょうの出来事（日本テレビ）
- 土曜LIVE ワッツ!?ニッポン（フジテレビ）
- シローと夢トーク（ラジオ3制作。宮城県内コミュニティFM全6局で放送。放送時刻は各局で異なる）
メインDJ。エルビス・プレスリーと県政に関する話題を放送。
みのもんたの朝ズバッ!（TBSテレビ）月曜日 - 金曜日 5:30 - 8:30（火曜日ゲストコメンテーター）

## 著書
- 『豊かな福祉社会への助走 Part 1』（1989年4月、ぶどう社、ISBN 4892400807）
- 『豊かな福祉社会への助走 Part 2』（1991年10月、ぶどう社、ISBN 4892400998）
- 『誰のための福祉か―走りながら考えた―』（1996年5月15日、岩波書店同時代ライブラリー、ISBN 4002602656）佐高信との対談も収録。
- 『政治の出番』（浅野史郎・田勢康弘共著、1999年1月20日、日本経済新聞社、ISBN 4532162866）
- 『民に聞け―地方からこの国を変えてみせる』（浅野史郎・河内山哲朗共著、1999年4月21日、光文社、ISBN 4334972160）
- 『福祉立国への挑戦―ジョギング知事のはしり書き―』（2000年2月10日、本の森、ISBN 4938965240）
- 『知事が日本を変える』（浅野史郎・北川正恭・橋本大二郎共著、2002年4月20日、文春新書、ISBN 4166602381）
- 『アサノ知事のスタンス』（2003年11月15日、ぶどう社、ISBN 4892401706）
- 『アサノ知事のメルマガ 1〜106』（2003年11月15日、ぶどう社、ISBN 4892401692）
- 『疾走12年 アサノ知事の改革白書』（2006年5月2日、岩波書店、ISBN 4000234218）
- 『許される嘘、許されない嘘 アサノ知事の「ことば白書」』 （2007年2月26日、講談社、ISBN 9784062138635）
- 『運命を生きる――闘病が開けた人生の扉――』 (2012年5月10日、岩波ブックレット、ISBN 4002708357)

## 兼職役職一覧
- 東北大学大学院法学研究科附属法政実務教育研究センター客員教授
- 社団法人日本フィランソロピー協会会長
- 特定非営利活動法人スペシャルオリンピックス日本理事
- 社団法人日本住宅協会理事
- NPO法人地域創造ネットワーク・ジャパン代表理事
- 韓国観光公社 観光名誉広報大使